# Equivalente mecánico del calor

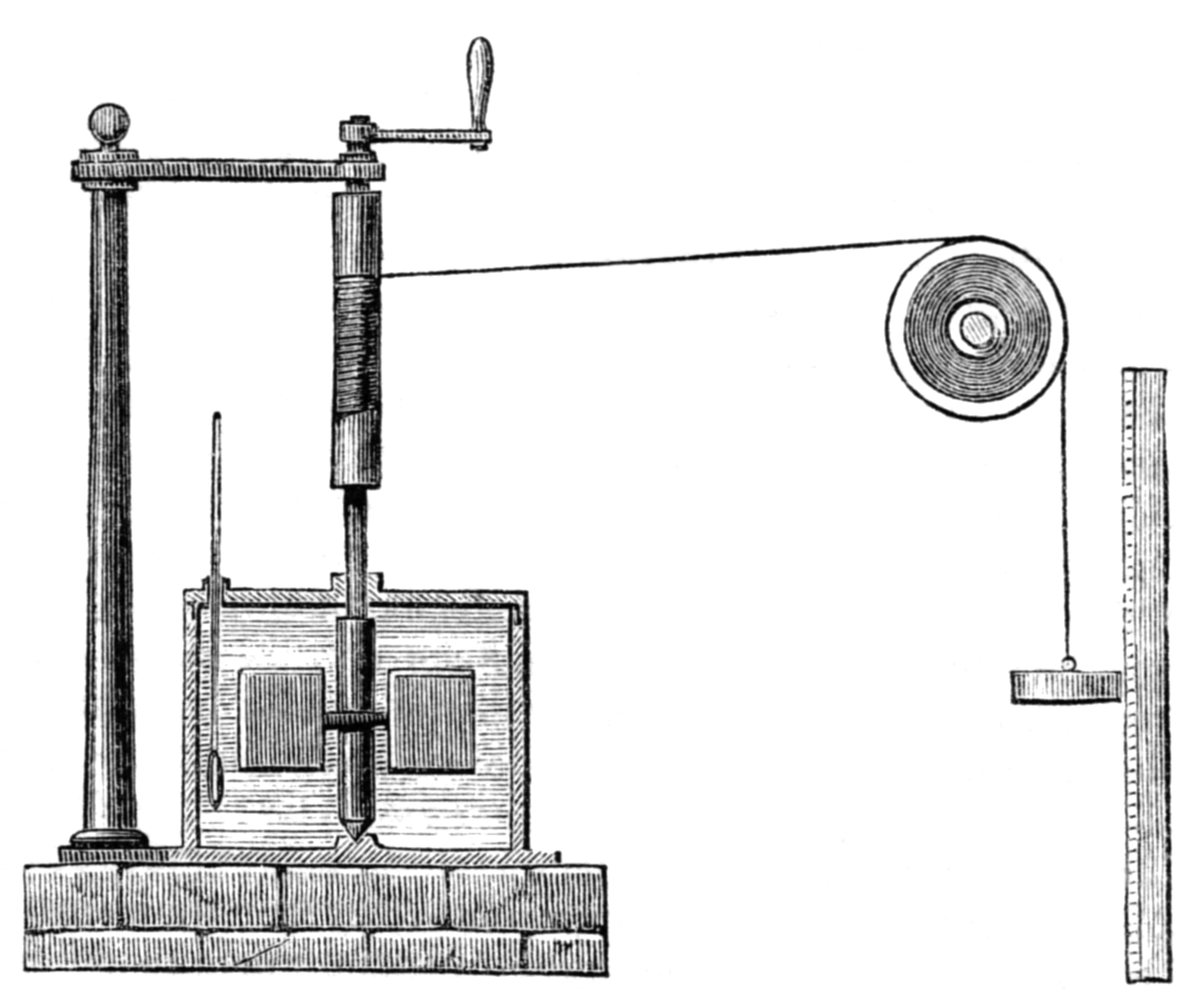
El aparato ideado por Joule para medir el equivalente mecánico del calor en el que el "trabajo" del peso que cae se convierte en el "calor" de agitación en el agua.

En la historia de la ciencia, el concepto de equivalente mecánico del calor hace referencia a que el movimiento y el calor son mutuamente intercambiables, y que en todos los casos, una determinada cantidad de trabajo podría generar la misma cantidad de calor siempre que el trabajo hecho se convirtiese totalmente en energía calorífica. El equivalente mecánico del calor fue un concepto que tuvo un papel importante en el desarrollo y aceptación del principio de la conservación de la energía y en el establecimiento de la ciencia de la termodinámica en el siglo XIX.

## Historia  y disputa sobre la prioridad del descubrimiento
Hacia 1797, el conde Rumford había observado en el arsenal de Múnich, Alemania, el calor de fricción que se generaba al mecanizar los cañones. Rumford sumergió un cañón en un barril de agua y dispuso una herramienta de perforación especialmente embotada. Demostró que el agua podía ser hervida en cuestión de dos horas y media y que el suministro de calor de fricción era aparentemente inagotable. Basándose en estos experimentos, publicó en 1798 An Experimental Enquiry Concerning the Source of the Heat which is Excited by Friction [Una investigación experimental concerniente a la fuente de calor provocada por fricción], en la Philosophical Transaction of the Royal Society (p.102). Este fue el artículo científico que proporcionó un reto importante a las teorías establecidas de calor y que comenzó la revolución del siglo XIX en termodinámica.
El experimento inspiró el trabajo del físico inglés James Prescott Joule en la década de 1840. Las mediciones más exactas que hizo sobre esa equivalencia fueron fundamentales para el establecimiento de la teoría cinética a expensas de la teoría calórica. La idea de que el calor y el trabajo eran equivalentes también fue propuesta por el físico alemán Julius Robert von Mayer en 1842 en la principal revista alemana de física, e, independientemente, por Joule en 1843 en la revista líder en la física británica. Un trabajo similar había sido hecho por el danés Ludwig A. Colding en 1840-1843, aunque la obra de Colding era poco conocida fuera de su país natal, Dinamarca. También en una colaboración entre los franceses Nicolas Clément y Sadi Carnot en la década de 1820 había pensamientos relacionados con el mismo tema.
En 1845 Joule publicó un artículo titulado The Mechanical Equivalent of Heat [El equivalente mecánico del calor], en el que especificaba un valor numérico de la cantidad de trabajo mecánico requerido para producir una unidad de calor. En particular Joule había experimentado sobre la cantidad de trabajo mecánico generado por fricción necesario para elevar la temperatura de una libra de agua en un grado Fahrenheit y se encontró un valor constante de 772,24 libras fuerza pie (4.1550 J·cal-1). Joule sostuvo que el movimiento y el calor eran mutuamente intercambiables y que, en todo caso, una determinada cantidad de trabajo podría generar la misma cantidad de calor. Von Mayer publicó también un valor numérico para el equivalente mecánico del calor en 1845, pero su método experimental no era tan convincente.
Aunque en la década de 1920 se estableció un valor estandarizado de 4,1860 J·cal-1, en última instancia, se dio cuenta de que la constante era simplemente el calor específico del agua, una cantidad que varía con la temperatura entre los valores de 4,17 y 4,22 J·g-1·°C-1. El cambio en las unidades fue el resultado de la desaparición de la caloría como unidad en la física y la química.
Tanto von Mayer como Joule se encontraron con un rechazo inicial y resistencia a pesar de haber publicado en las principales revistas de física de Europa, pero en 1847 muchos de los principales científicos de la época ya estaban prestando atención. Hermann Helmholtz en 1847 publicó lo que se considera una declaración definitiva de la conservación de la energía. Aunque Helmholtz había aprendido de la lectura de las publicaciones de Joule, finalmente otorgó el crédito tanto a Joule como a von Mayer.
También en 1847 Joule hizo una presentación muy concurrida en la reunión anual de la British Association for the Advancement of Science. Entre los asistentes estaba William Thomson. Thomson estaba intrigado, pero inicialmente escéptico. En los siguientes dos años, Thomson cada vez quedó más convencido de la teoría de Joule, admitiendo finalmente su convicción en una impresión en 1851, acreditando simultáneamente a von Mayer. Thomson colaboró con Joule, principalmente por correspondencia, realizando Joule los experimentos y analizando Thomson los resultados y sugiriendo nuevos experimentos. Esa colaboración se prolongó desde 1852 hasta 1856. Sus resultados fueron publicados e hicieron mucho para lograr la aceptación general de la obra de Joule y de la teoría cinética.
Sin embargo, en 1848, von Mayer vio por primera vez los artículos de Joule y escribió a los franceses de la Académie des Sciences para hacer valer su prioridad. Su carta fue publicada en Comptes Rendus y Joule se apresuró a reaccionar. La estrecha relación de Thomson con Joule le arrastró a la controversia. La pareja planeó que Joule admitiría la prioridad de von Mayer en la idea del equivalente mecánico pero afirmaría que la verificación experimental recaía solamente en Joule. Asociados de Thomson, compañeros de trabajo y familiares, como William John Macquorn Rankine, James Thomson, James Clerk Maxwell y Peter Guthrie Tait se unieron al campeón de la causa de Joule.
Sin embargo, en 1862, John Tyndall, en una de sus muchas incursiones en la ciencia popular y en las muchas disputas públicas con Thomson y su círculo, dio una conferencia en la Royal Institution titulada On Force (Sobre la Fuerza) en el que atribuyó el crédito de la concepción y medición del equivalente mecánico del calor a von Mayer. Thomson y Tait se enfurecieron y tuvo lugar un intercambio público de correspondencia indigno en las páginas de la Philosophical Magazine, y en las más populares de Good Words. Tait incluso recurrió a la defensa de la causa de Colding en un intento de socavar a von Mayer.
Aunque Tyndall de nuevo volvió a reivindicar la causa de von Mayer en Heat: A Mode of Motion [Calor: un modo de movimiento, 1863], con la publicación en enero de 1864 en la Edinburgh Review del artículo Thermo-Dynamics, de sir Henry Enfield Roscoe, la reputación de Joule quedó finalmente sancionada mientras que la de von Mayer entró en un período de olvido.